# Теоклит Полиидис
Теоклит (на гръцки: Θεόκλητος, Теоклитос) е гръцки учен, просветен деец и духовник от XVIII век, епископ на Вселенската патриаршия. С революционната си дейност, развивана в Европа и Русия, Теоклит е смятан за предшественик на ранния гръцки революционер Ригас Фереос.

## Биография
Роден е в тракийския град Одрин в края на XVII век със светското име Теодорос Полиидис (Θεόδωρος Πολυειδής, Πολυείδης). В младежка възраст се замонашва под името Теоклит в Иверския манастир, където по-късно става игумен. В 1713 година е ръкоположен от митрополит Яков Неокесарийски за дякон, а шест години по-късно - за свещеник от Йоаникий Лемноски и служи като православен свещеник на гръцката общност в Токай, Австрия, от 1719 до 1724 година. В 1725 година епископ Калиник Поленински му дава титлата архимандрит. По-късно става велик еклесиарх на Света гора и хорепископ поленински и вардарски (Πολυανής και Βαρδάρων).
В 1731 година Патриаршията изпраща Теоклит в германските държави и оттам в Русия, за да събира пари. По време на пътуванията си Теоклит се запознава с европейските политически и социални събития, следи дейността на европейската дипломация и социално-политическите последици на Реформацията, проблемите на гръцката диаспора в Европа - на Менорка, късето е свещеник и учител, в Германия и в Русия. Междувременно Теоклит завърщва образованието си в Италия, Германия и Швеция, като научава латински, немски и други европейски езици. При обиколките си Теоклит се опитва да създаде революционни настроения в гръцките колонии и филелински чувства в европейското обшествено мнение.
След обиколките си из Европа се завръща в Македония, но през 1741 година отново заминава за Дрезден и след това за Лайпциг, по покана на гръцката колония в Саксония. През 1743 година в Лайпциг основава първата православна църква в града - „Света Троица“, днес „Свети Георги“, на която става пръв свещеник.

## Творчество

### „Sacra Tuba“
Теоклит е автор на един доклад върху православието и уязвимостта на Западната църква, издаден през 1736 година под заглавието „Sacra Tuba Fide I Apostolicae, Sanctae, Oecumenicae ac Orthodoxae Graecanae Orientalis Ecclesiae Christi“. Книгата е написана специално за западна публика като отговор на най-популярните въпроси за православието. В книгата има забележителна сгъната панорама на Света гора, принтирана върху фин лен или хартия. Според съвременника Якоб Елснер (Jacob Elssner, Neueste Beschreibung derer Griechischen Christen in der Türckey, 1737) книгата е отпечата в Стокхолм, но и има мнения, че е оптечатана в Германия, тъй като неин немски превод (Die Heilige Posaune des Glaubens), очевидно под надзора на самия Теоклит, излиза още същата година в Нойбранденбург.

### „Видение на Агатангелос“
Най-известното произведение на Теоклит е измисленото пророчество „Видение на Агатангелос“, чийто текст с различни вариации широко циркулира из гръцките земи, както в ръкописи, така и като брошура, вероятно отпечатана от Ригас Фереос в 1750 година във Виена и отново в Атина през 1837 година и Ермуполи в 1838 година. Произведението играе важна роля по време на Гръцката война за независимост. Теоклит претендира, че е превод от италианската версия на гръцка книга, отпечатана в Месина през 1279 година и съдържаща предсказанията на монаха Агатангелос, също измислен автор от XIII век.
Теоклит е автор и на други произведения, като „Диалог за света и живота“, „История на Иверския манастир“ (на латински) и една обширна история на гръцката църква.